# Codrul secular Slătioara
Codrul secular Slătioara este o arie protejată de interes național ce corespunde categoriei a IV-a IUCN (rezervație naturală, tip forestier) situată pe versantul sud-estic al masivului Rarău, în județul Suceava, comuna Stulpicani, pe teritoriul satului Slătioara.
Codrul secular Slătioara a fost declarat rezervație naturală în baza Deciziei 248 a Hotărârii Consiliului de miniștri din 1941.
De atunci, copacii mor în picioare, se descompun și oferă hrană pentru generațiile viitoare.
În România, nu mai există astfel de păduri de rășinoase, aceasta fiind a doua din Europa, după Germania.